# Cinclodes olrogi
La remolinera de Olrog, o remolinera chocolate (Cinclodes olrogi), es una especie de ave paseriforme de la familia Furnariidae perteneciente al género Cinclodes. Es endémica del centro oeste de Argentina.

## Distribución y hábitat

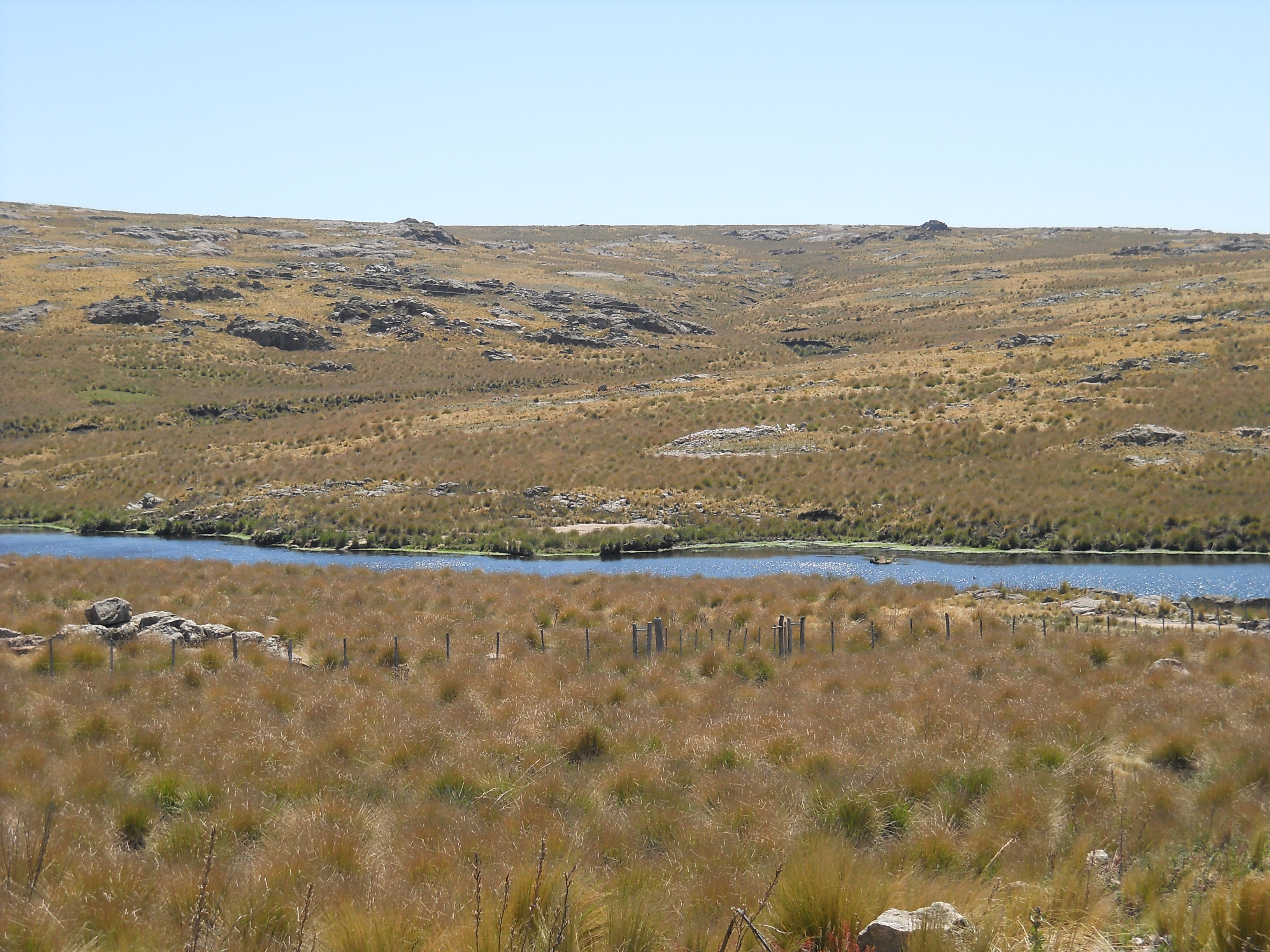
La Pampa de Achala, el hábitat de donde este taxón es endémico.

Es un taxón endémico del centro de la Argentina, considerada poco común en pastizales abiertos y áreas rocosas, siempre cerca de arroyos serranos del altiplano de la Pampa de Achala, en las provincias de Córdoba y sectores limítrofes de San Luis, a altitudes entre 1600 y 2800 m. En invierno migra a sectores de menor altitud del mismo sistema orográfico. Es simpátrica con la más numerosa remolinera de Córdoba (Cinclodes comechingonus) y con la remolinera castaña (Cinclodes atacamensis).

## Descripción
Mide 17 cm de longitud y pesa entre 24 y 32 g. El iris es pardo. El pico es negruzco con la base de la mandíbula más claro. Las patas son pardas. La dorsal es castaña con lista superciliar y garganta blancas. El resto de las partes inferiores es de color pardo acanelado con el ábdomen y las subcaudales blanquecinos. Las alas son pardas con una banda blanquecina-amarillenta, y por debajo de ésta una franja negruzca que la separa del pardo de las remeras; las cobertoras alares de las primarias son ocráceo-amarillentas. La cola es negruzca con las plumas centrales castañas y la punta de las laterales acaneladas.

## Comportamiento
Es un ave terrícola que se posa en rocas y anda solitaria o en pareja.

### Alimentación
Su dieta consiste de artrópodos y presumiblemente otros invertebrados, capturados en el suelo, en las rocas o en el barro. También de renacuajos.

### Reproducción
La nidificación ocurre entre los meses de noviembre y diciembre. Construye el nido en grietas o en cuevas en barrancas; en la cámara, construye una taza de fibras vegetales finas, pelos de vacas o pelos de liebre. La puesta es de dos huevos ovoidales, blancos que miden en promedio 19 x 25 mm. La pareja incuba y alimenta a los pichones. Sufre parasitismo de puesta por Molothrus bonariensis.

## Sistemática

### Descripción original
La especie C. olrogi fue descrita por primera vez por los ornitólogos argentinos Manuel Nores y Darío Yzurieta en el año 1979 bajo el mismo nombre científico; su localidad tipo es: «Pampa de Achala, Sierras Grandes de Córdoba, 2200 m, Argentina».

### Etimología
El nombre genérico masculino «Cinclodes» deriva del género Cinclus, que por su vez deriva del griego «kinklos»: ave desconocida a orilla del agua, y «oidēs»: que recuerda, que se parece; significando «que se parece a un Cinclus»; y el nombre de la especie «olrogi», conmemora al ornitólogo sueco residente en Argentina Claes Christian Olrog (1912–1985).

### Taxonomía
Algunos autores, entre ellos: Olrog, Navas y Bó, y Chebez, consideran a este taxón sólo una subespecie de Cinclodes oustaleti, por lo que la sinonimia de este taxón es: Cinclodes oustaleti olrogi. Los amplios estudios de las relaciones filogenéticas dentro del género Cinclodes realizadas por Chesser (2004a), sugieren que la especie C. olrogi debería ser tratada como conespecífica con C. oustaleti, con base en la muy débil distancia genética entre ellas, consistente con el bajo grado de diferenciación morfológica y comportamental entre estas dos especies hermanas. Estudios genético-moleculares posteriores de la familia Furnariidae corroboran lo expuesto.